# Anoplodesmus ursula
Anoplodesmus ursula är en mångfotingart som först beskrevs av Carl Graf Attems 1936.  Anoplodesmus ursula ingår i släktet Anoplodesmus och familjen orangeridubbelfotingar. Inga underarter finns listade i Catalogue of Life.